# Yahhh!
Yahhh! è il terzo singolo del rapper statunitense Soulja Boy, realizzato con la collaborazione di Arab ed estratto dall'album in studio Souljaboytellem.com. La traccia è stata rilasciata il 31 dicembre 2007.

## Videoclip
Il videoclip, parodia le persone che cercano di ottenere l'autografo di Soulja Boy, tra cui Duane Chapman di Dog The Bounty Hunter, un'imitazione di Hilary Clinton e un'imitazione di Britney Spears, che sembra essere ubriaca. Il video mostra anche un fantoccio animato stop-motion che interagisce con il cast. Il video è stato presentato su BET il 7 gennaio 2008 e si è classificato al 92º posto su BET's Notarized: Top 100 Videos of 2008 countdown. Terminato il videoclip, se ne sussegue un altro di breve durata, della traccia Report Card, anch'esso inserito nell'album Souljaboytellem.com. Il videoclip, vede Soulja Boy, Arab e altre persone ballare dentro una scuola. Il video termina con lo stesso Soulja Boy che invita gli alunni a restare a scuola.

## Critica
La canzone ha ricevuto recensioni estremamente negative da parte della critica. Alex Fletcher di Digital Spy ha dato alla canzone una stella su cinque e ha scritto: "La canzone è irritante e la base musicale sembra una vecchia suoneria Nokia." Jeff Weiss di LA Weekly, invece, ha scritto: "È semplicemente la canzone più stupida mai registrata fino a ora."

## Classifiche
| Classifica (2007-2008)                       | Posizione più alta |
| -------------------------------------------- | ------------------ |
| Australia (ARIA)                             | 35                 |
| Canada (Billboard Canadian Hot 100)          | 72                 |
| Irlanda (Irish Singles Chart)                | 18                 |
| Nuova Zelanda (The Official NZ Music Charts) | 3                  |
| UK (Official Charts Company)                 | 49                 |
| U.S. Hot 100 (Billboard)                     | 48                 |
| U.S. Pop 100 (Billboard)                     | 48                 |
| U.S. Hot Rap Songs (Billboard)               | 14                 |
| U.S. Hot R&B/Hip-Hop Songs (Billboard)       | 34                 |